# Patrick Nielsen Hayden
Patrick James Nielsen Hayden (născut Patrick James Hayden, 2 ianuarie 1959 în Lansing, Michigan, SUA), deseori abreviat ca HPN, este un editor american de literatură științifico-fantastică, fan, eseist, antologator, profesor și blogger. El a câștigat World Fantasy Award și premiul Hugo. Este Senior Editor și Manager of Science Fiction la Tor Books. El și-a schimbat numele de familie în Nielsen Hayden după căsătoria cu Teresa Nielsen (acum Teresa Nielsen Hayden) în 1979.

### Antologii
- Alternate Skiffy (Wildside Press, 1997) cu Mike Resnick (ISBN 1-880448-54-8)
- New Skies (Tor, 2003)
- New Magics: An Anthology of Today's Fantasy (Tor, 2004)
- The Year's Best Science Fiction and Fantasy for Teens: First Annual Collection (Tor, 2005) cu Jane Yolen

Starlight serie de antologii de literatură științifico-fantastică originală: 
- Starlight 1 (Tor, 1996) – a câștigar World Fantasy Award[2]
- Starlight 2 (Tor, 1998)
- Starlight 3 (Tor, 2001)

Ficțiune Scurtă
- "Binding" în Aladdin: Master of the Lamp, 1992, ed. Mike Resnick & Martin H. Greenberg
- "Sincerity" în More Whatdunits, 1993, ed. Mike Resnick
- "Return" în Xanadu, 1993, ed. Jane Yolen (disponibilă online).